# Andrew R. Morgan
Andrew Morgan, Andrew Richard "Drew" Morgan, född 5 februari 1976 är en amerikansk astronaut uttagen i astronautgrupp 21. Han är en militärt utbildad akutläkare och flygläkare.

## Rymdfärder
- Sojuz MS-13, Sojuz MS-15, ISS Expedition 60/61/62

### Rymdpromenader
Tre stycken: 21 augusti, 6 oktober och 11 oktober.